# Redballoon・BEST
「redballoon・BEST」（レッドバルーン・ベスト）は、音楽バンドredballoonの1枚目のベストアルバムである。

## 解説
前作「EVER BLUE」から10ヶ月でのアルバムで、グループ初となるベストアルバムとなる。
インディーズ時代の作品も収録されている。
楽曲全てが録り直されており、メンバーは『オリジナル版とはまた別物。聴き比べて楽しんでほしい』とコメントしている。

## 収録曲
全作詞/作曲/編曲：redballoon
1. 雪のツバサ
1stシングル。
2. 銀色の空
3rdシングル。
3. 走り出す季節
2ndシングル。
4. DAYS
1stシングル「雪のツバサ」のカップリング曲。
5. ペルソナ
3rdシングル「銀色の空」のカップリング曲。
6. グローリー
2ndアルバム『EVER BLUE』収録曲。
7. 気まぐれなオレンジ
2ndアルバム『EVER BLUE』収録曲。
8. キズナ
2ndアルバム『EVER BLUE』収録曲。
9. 二人の奇蹟
スプリット・シングル「A SIDE SPLIT Vol.1 〜grass field〜」収録曲。redballoon関連の作品には初収録。
10. ANSWER
スプリット・シングル「A SIDE SPLIT Vol.4 〜sunrise field〜」収録曲。redballoon関連の作品には初収録。
11. 襟
インディーズ盤『24/7』収録曲。
12. 夏の日の午後
インディーズ盤『forget-me-not』収録曲。
13. RUSH（新曲）